# Bactris barronis
Bactris barronis är en enhjärtbladig växtart som beskrevs av Liberty Hyde Bailey. Bactris barronis ingår i släktet Bactris och familjen Arecaceae. Inga underarter finns listade i Catalogue of Life.